# (695) Bella
(695) Bella ist ein Asteroid des Hauptgürtels, der am 7. November 1909 vom US-amerikanischen Astronomen Joel H. Metcalf in Taunton, Massachusetts entdeckt wurde.
Die Herkunft des Namens ist nicht bekannt.